# San Andrés y Sauces
San Andrés y Sauces er en kommune i det sydvestlige Spanien på øen La Palma i provinsen Santa Cruz de Tenerife, De Kanariske Øer. Den har et indbyggertal på 4.296 (2024) indbyggere.